# PGC 12263
LEDA/PGC 12263 ist eine Linsenförmige Galaxie vom Hubble-Typ SB0 im Sternbild Perseus am Nordsternhimmel. Sie ist schätzungsweise 217 Millionen Lichtjahre von der Milchstraße entfernt und gilt als Mitglied des Perseus-Haufens Abell 426.
Im selben Himmelsareal befinden sich u. a. die Galaxien NGC 1260, NGC 1264, NGC 1267, NGC 1268.